# Uffizi

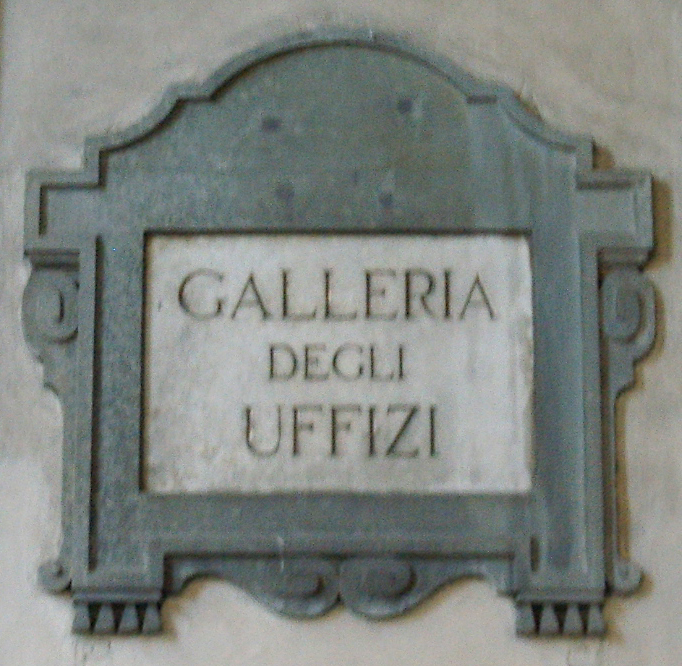

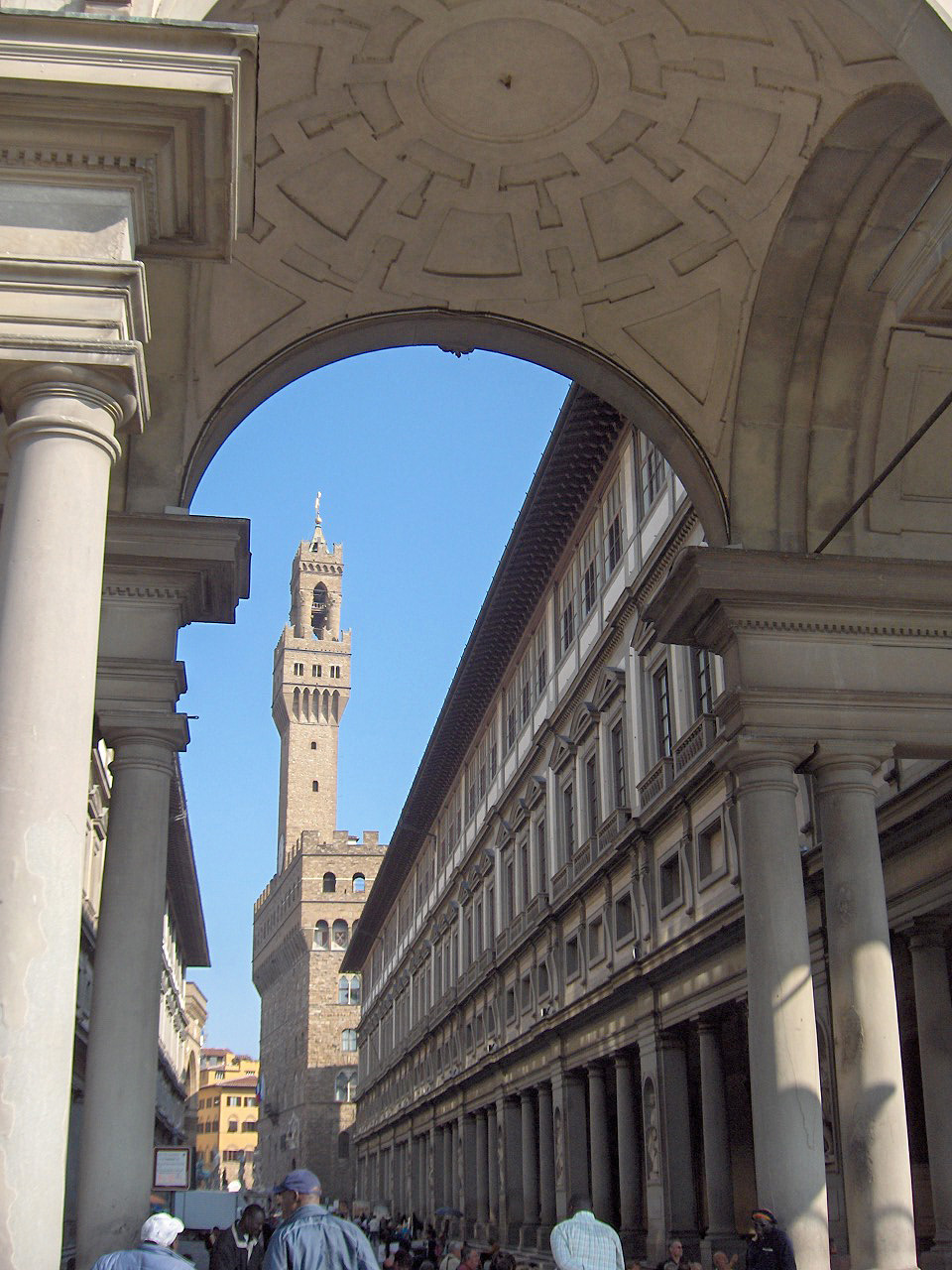
Az Uffizi az Arno felől, háttérben a Piazza della Signorián álló Palazzo Vecchio

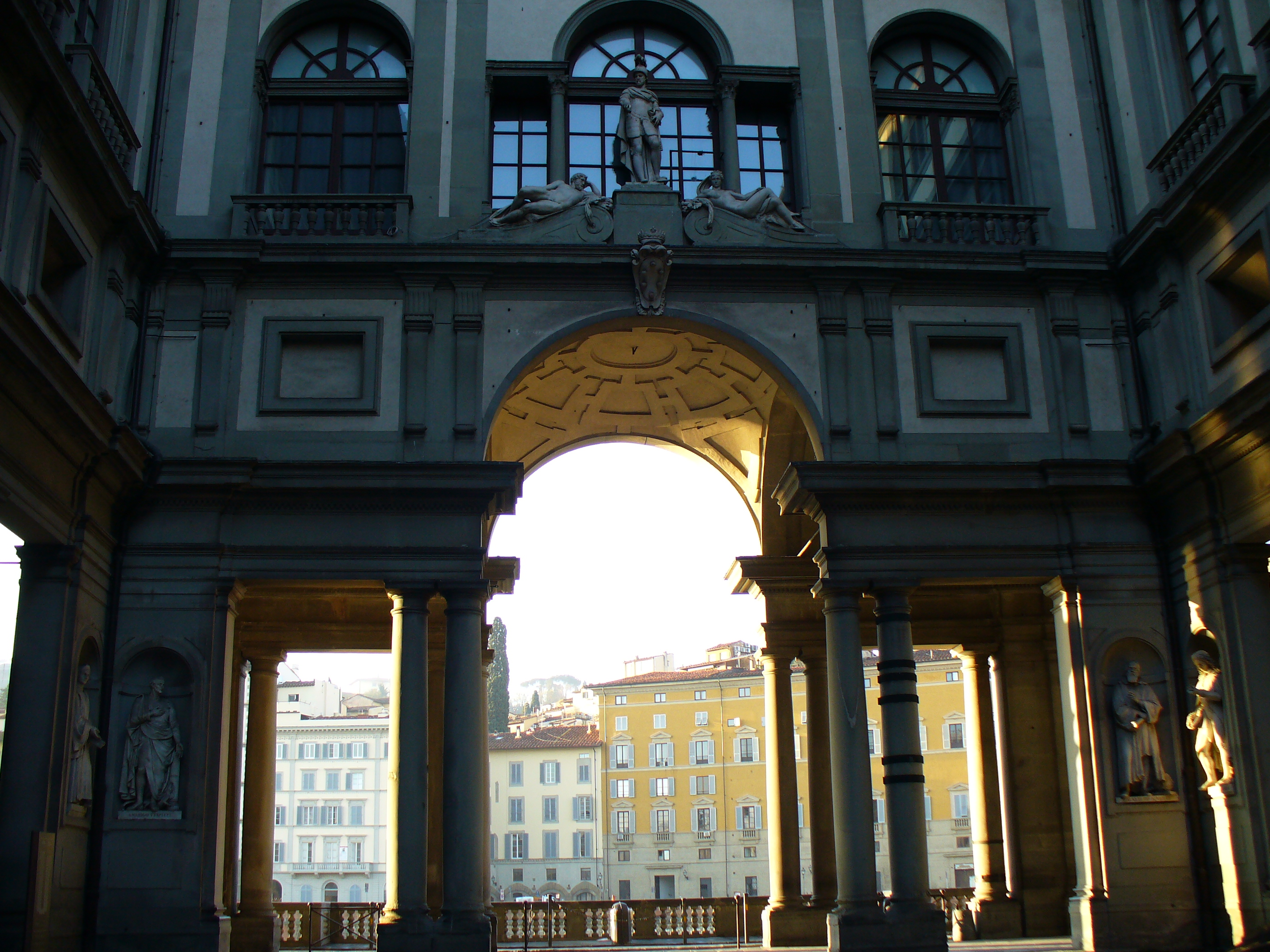
Porta delle Suppliche

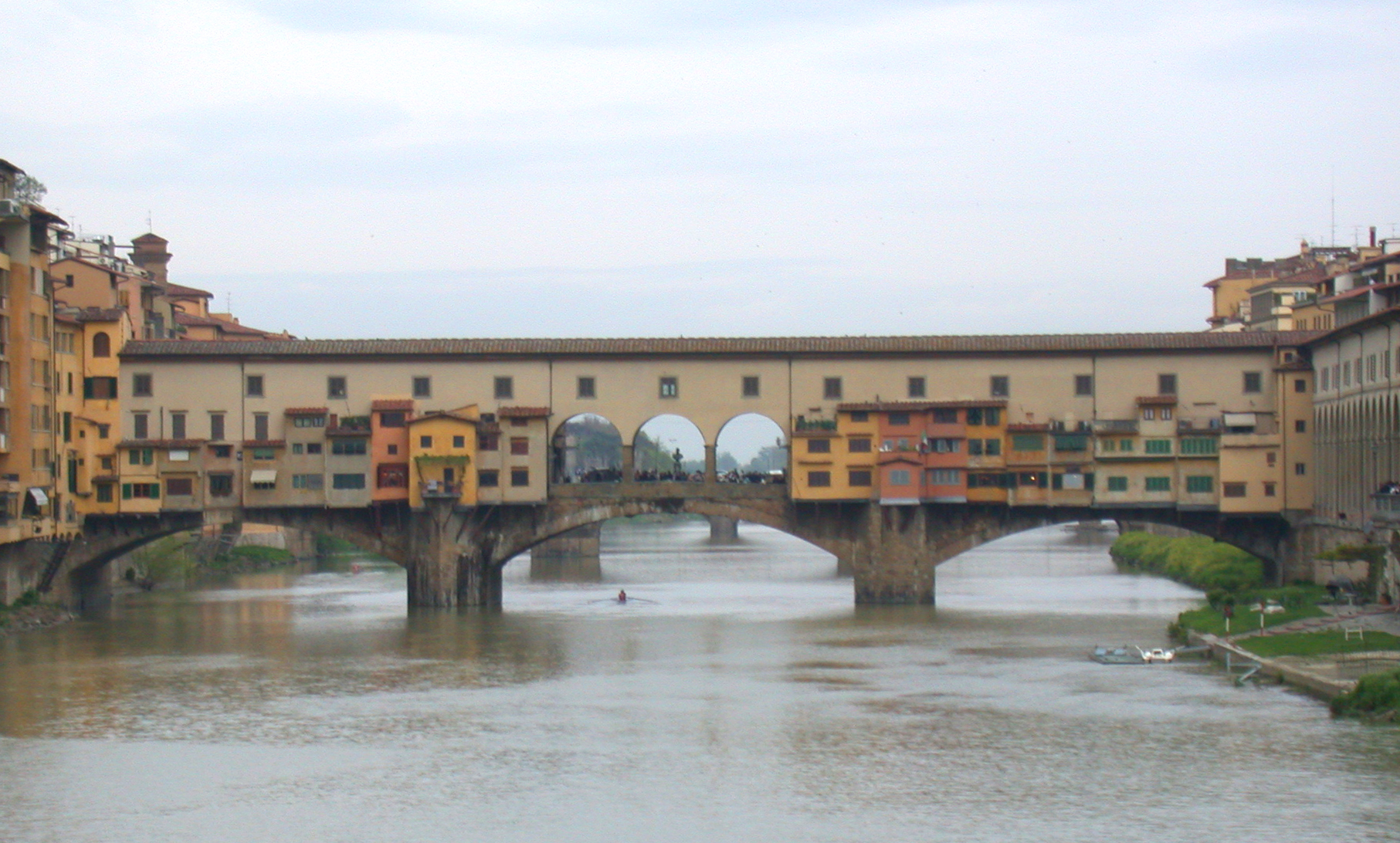
Firenze, Ponte Vecchio a Vasari-folyosó részletével

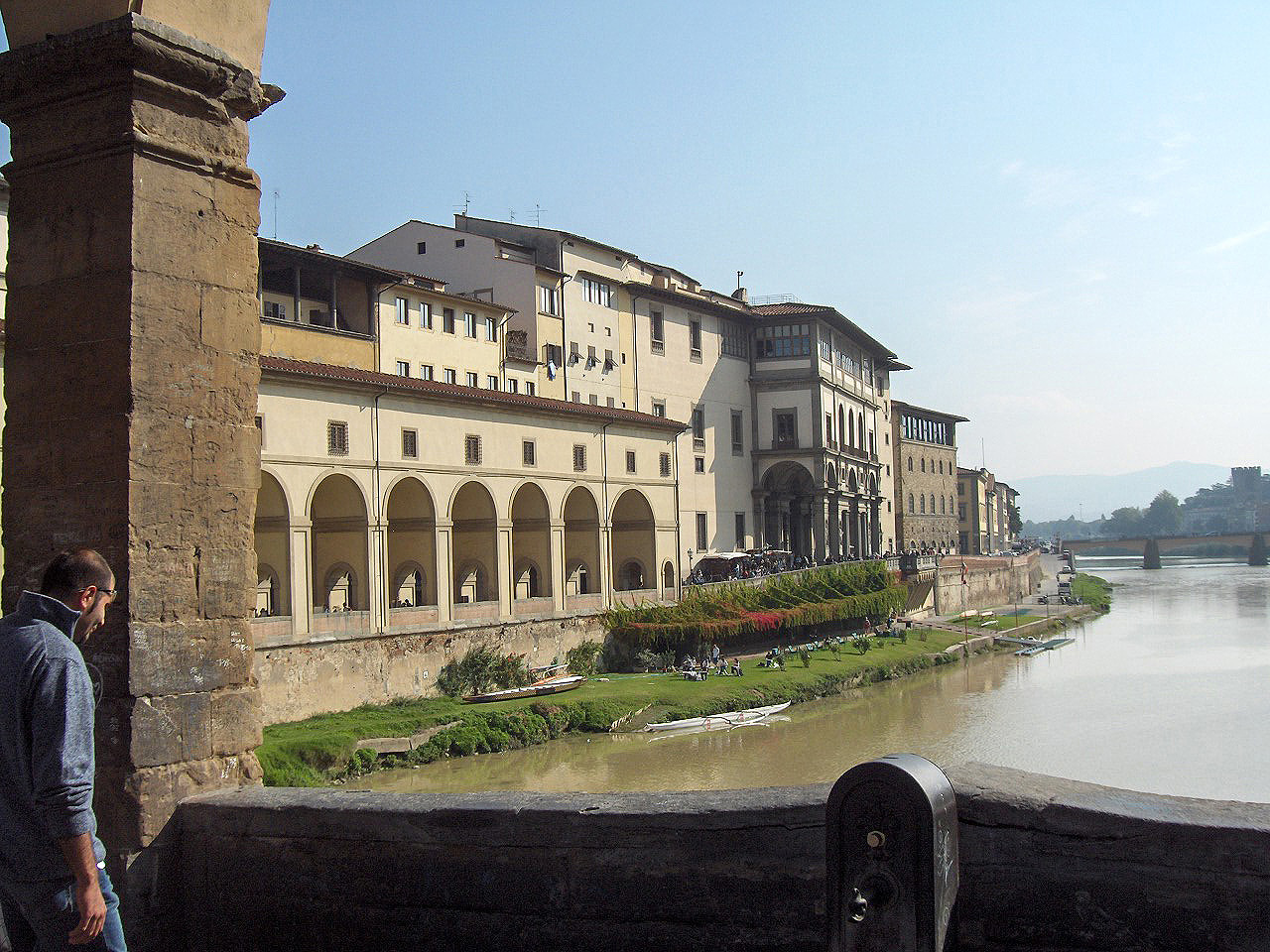
A Vasari-folyosó látványa a Ponte Vecchio felől

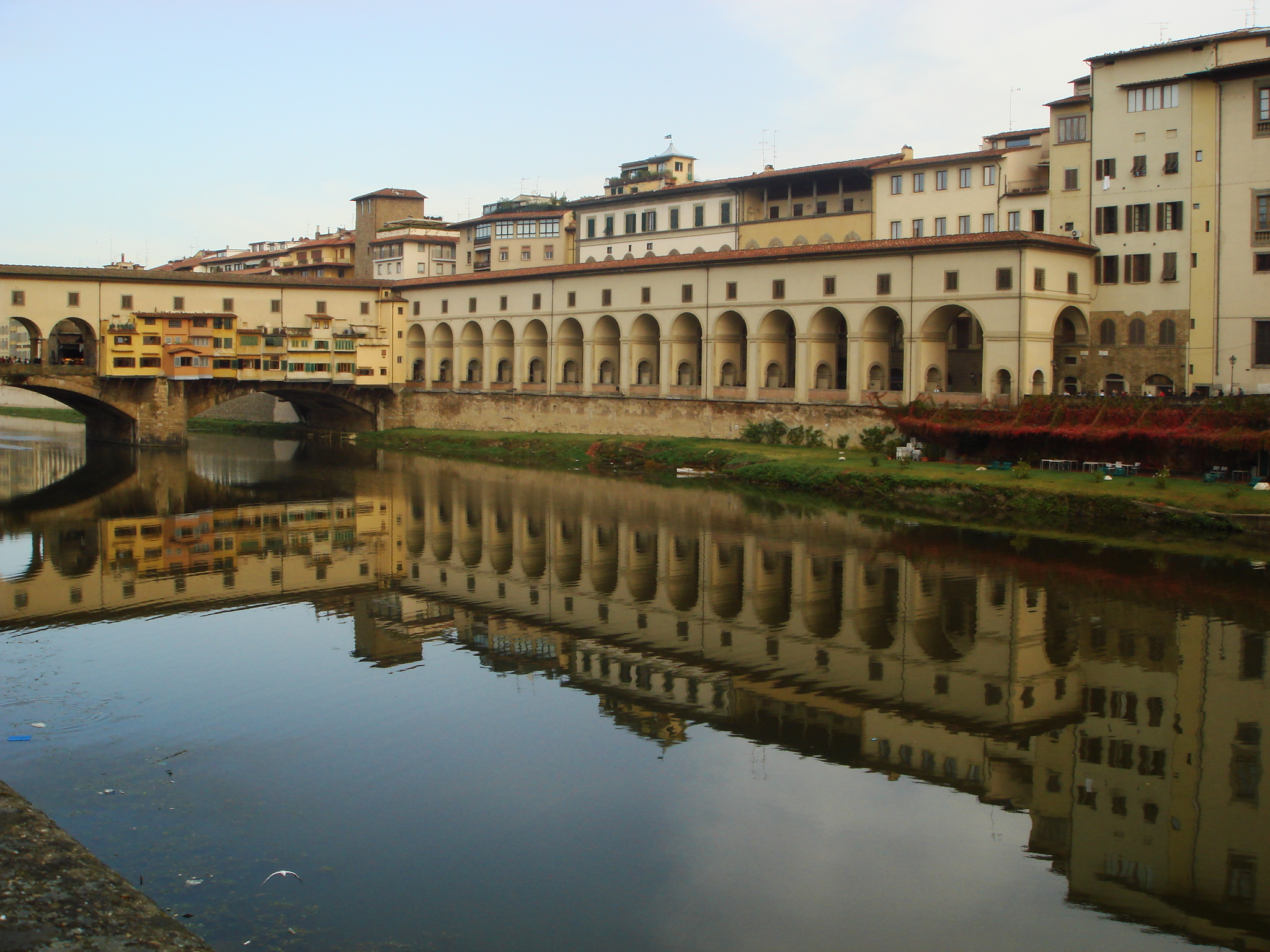
Az Uffizi az Arno felől

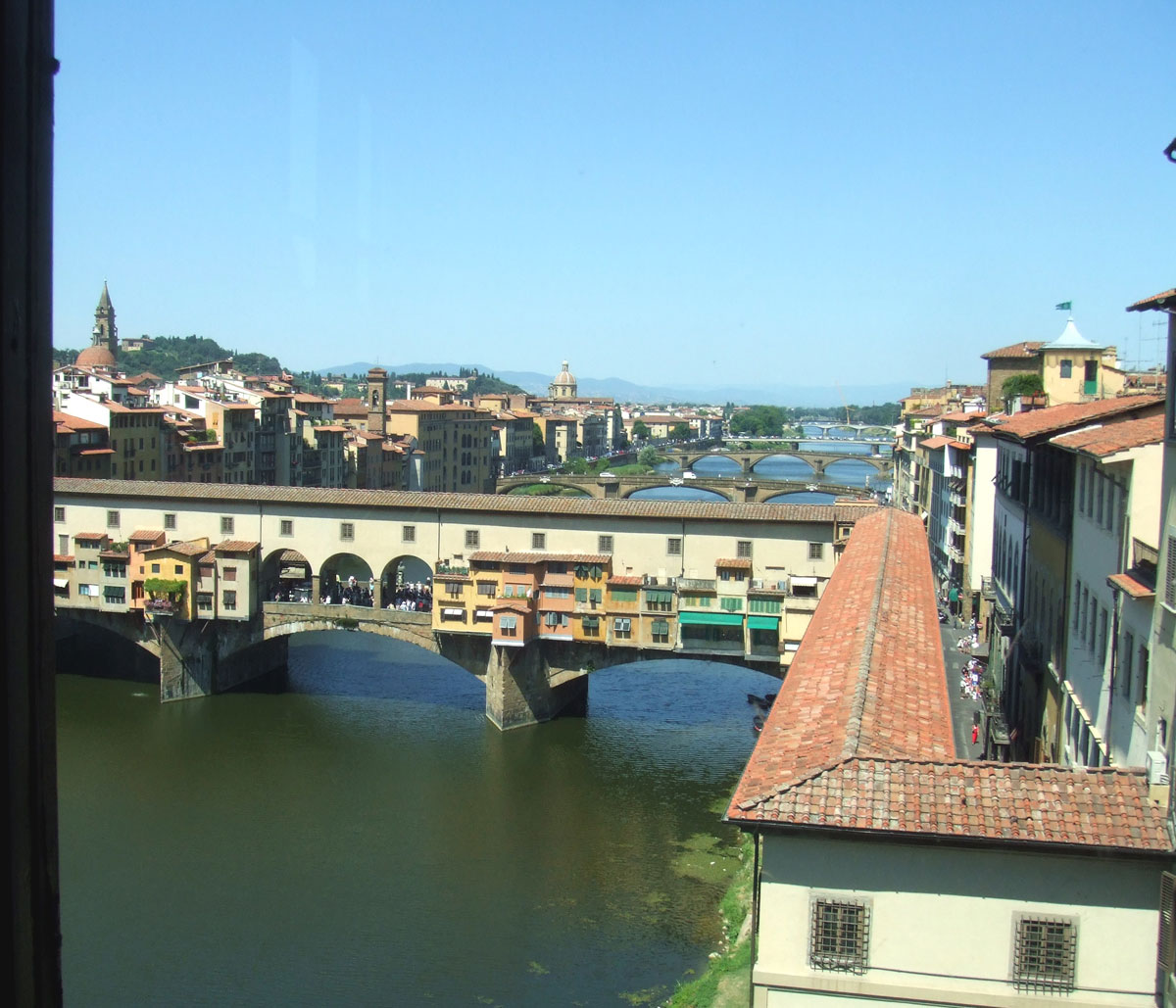
A Vasari-folyosó mint függőfolyosó látványa

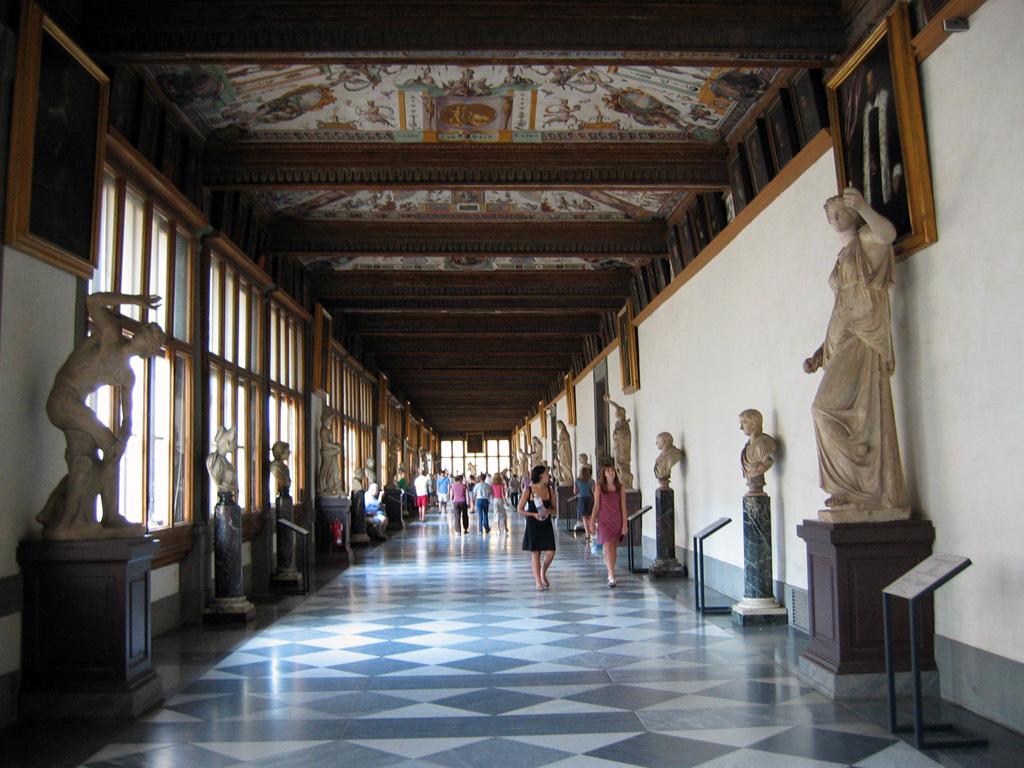
Az Uffizi, a Vasari-folyosó enteriőrje mennyezetfreskókkal, szobrokkal, látogatókkal

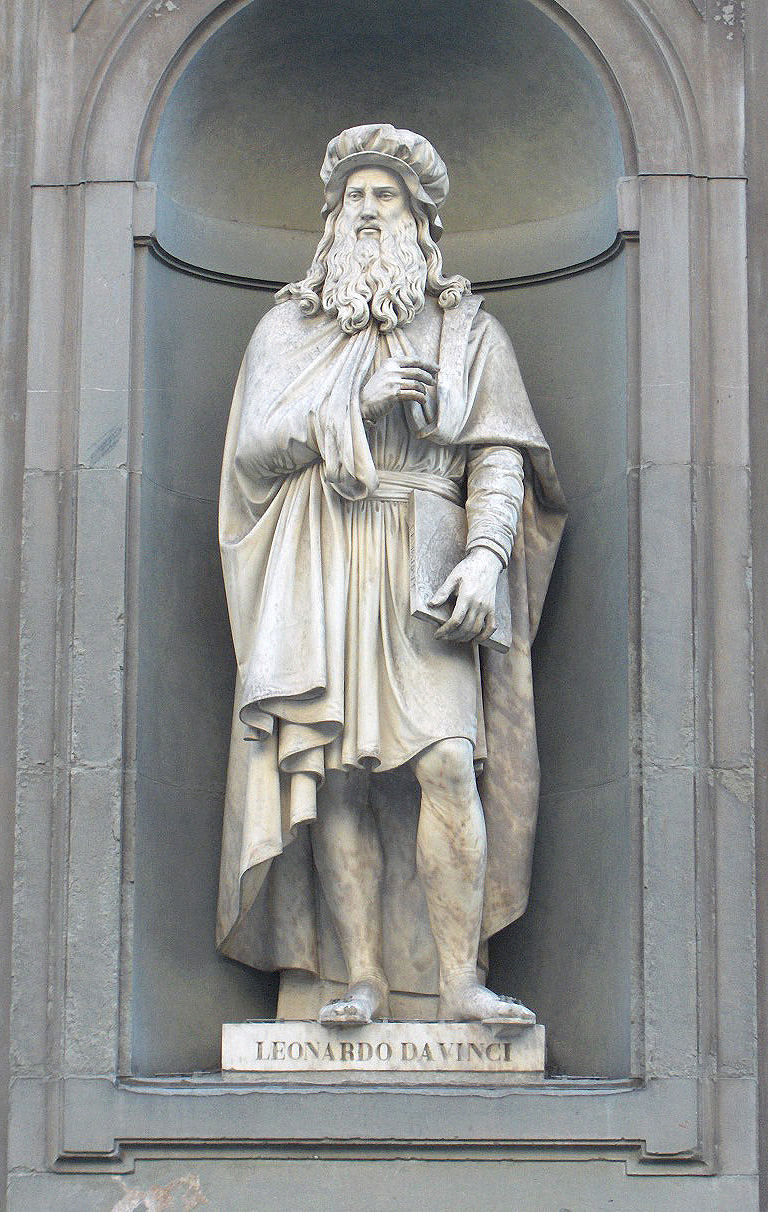
Luigi Pampaloni: Leonardo da Vinciről készített köztéri szobra az Uffizi egyik falfülkéjében

Az Uffizi Képtárat (olaszul Galleria degli Uffizi) 1581-ben alapították Firenze történelmi központjában. Az első gyűjteményeket a Mediciek bőkezű mecenatúrája hozta létre. I. Cosimo de’ Medici udvari építésze, Giorgio Vasari tervezte az Uffizi-palotát, aki nemcsak építész volt, hanem a legkiválóbb festők, szobrászok és építészek életrajzírója is. Vasari épületének ablakai Firenzére és a környező tájra nyílnak, mintegy otthont kínáltak a szobor- és festménygyűjteményeknek. Uffizi olaszul hivatalt jelent, annak is épült a palota, de oly módon, hogy a földszinten dolgoztak a jegyzők, az emeleteken pedig helyet kaptak a galériák. S ami a legfontosabb, a Mediciek, sok más fejedelmet évszázadokkal megelőzve, rögtön megnyitották az Uffizi Galéria kapuit az érdeklődők előtt.

## A múzeum előtörténete
Már az Uffizi Galéria megnyitásakor, a cinquecentóban kimondták: „Ebben a válogatott, értékes gyűjteményben … csak a legnagyobbaknak és a legnevezetesebbeknek van helyük.” Ez az elv nem jelentette a képzőművészeti alkotások muzeális kövületté merevedését, kizárólag a firenzei kultúra harmóniára és arányosságra törekvő hagyományaiba beillesztett nemzetközi távlatokra is kitekintő művészetszemlélet hordozója, az Uffizi máig élő nemes történelmi öröksége.
A Galleria degli Uffizi előtörténete 1559. július 30-án kezdődött. Ekkor bízta meg I. Cosimo de’ Medici Vasarit azzal, hogy Firenze közigazgatási hivatalait egyetlen épületegységben egyesítse, a köz nagyobb kényelmére, építse fel kormányzói hivatalnak az Uffizi-palotát, s foglalja egységbe a körötte levő épületeket. Vasari tervei elnyerték a herceg tetszését. A kiszemelt helyszínt az utca két oldaláról U alakban összefogó loggiasor magába olvasztotta a helyszín korábbi építményeit is, de most már nem az egyes épületek álltak a figyelem központjában, hanem egy komplexum. 1560. június 30-án megkezdődtek az Uffizi építésének munkálatai.
1565-ben elkészült a Vasari-folyosó (Corridoio vasariano), amely a Pitti-palotából kiindulva a Ponte Vecchión át vezet az Uffiziig, s onnan a Signoria (Nagyhercegség), a Palazzo Vecchio épületéig, I. Cosimo de’ Medici nagyherceg székhelyéig.
Az 1574-ben meghalt nagyherceg utóda I. Francesco de’ Medici lett. Időközben a nagyhercegi család átköltözött a Pitti-palotába, s felszabadultak a Vecchio palota helyiségei, amelyekbe végül az Uffizibe szánt kormányzati hivatalokat telepítették. I. Francesco de’ Medici a Medici-család képzőművészeti gyűjteményének jó részét az Uffiziben helyezte el, a nagyon féltett műtárgyak (például a Medici-Venus) a Pitti-palotában maradtak, s fokozatosan, néha nagyobb mennyiségben, néha csak darabonként kerültek át az Uffizibe. A születő múzeum törzsanyagát teljes egészében a Medici-gyűjtemény alapozta meg.
Még abban az évben Vasari is meghalt, így az Uffizi-palota építkezési munkálatait Alfonso Parigi és Bernardo Buontalenti folytatta, most már az új igényeknek megfelelően, a földszinten hivatali helyiségeket, az emeleten több termet alakítottak ki a Mediciek képzőművészeti gyűjteményének, elkezdték a Tribuna terem építését is. A terem előtti kisebb szobában Francesco de’ Medici alkimista laboratóriumot rendeztetett be magának, melyben csodagyógyszerek készítésével foglalkozott.
1580-ban fejezték be az Uffizi-fal (muraglia degli Uffizi) felhúzását, ekkor építette meg Buontalenti a bevezető kapuzatot, az osztott timpanonjáról híres Porta delle Supplichét, 1581-ben kifestették a galéria mennyezetét. A „groteszk” mennyezetfestményen a korabeli manierista ízlésvilág jelent meg, képzelet által szült virágokkal, madarakkal, gyümölcsökkel, angyaltorzókkal. Megszületett a Medici-gyűjteményhez méltó környezet, a múzeum.
1581-ben természetesen még a szobrokból volt sokkal több, hiszen a hellénisztikus és a római hagyományból a szobrok jöttek, s a keresztény kultúra terjedésével kerültek előtérbe a képek, főleg azok, amelyek a Biblia jeleneteit ábrázolták, ókori mitologikus történeteket elevenítettek meg, vagy az uralkodók dicsőségét hirdették. Bizony jó tudni, hogy eleinte az Uffizi-múzeum nem képgaléria volt elsősorban, hanem szobrok gyűjteménye, több szobor, kevesebb kép, ez az arány azonban hamarosan megfordult a képek javára.

## A múzeum története 1581-től napjainkig

### Az Uffizi a 16. században
1581-től az Uffiziben elhelyezett Medici-gyűjtemény a múzeumok ismert hétköznapjait élte; a műtárgyak száma egyre gyarapodott, újabb és újabb helyiségeket kellett igénybe venni a muzeális darabok elhelyezésére. Mind az épületet, mind a művészeti tárgyakat jó karban kellett tartani annál is inkább, mert a Medici nagyhercegi család gazdagságát és hatalmát szimbolizálta.
1583-ban egy függőkertet alakítottak ki Buontalenti tervei nyomán a Loggia del Lanzi felett, ugyanitt egy bronzszoborral díszített kutat is elhelyeztek. 1585-ben a magisztrátusok és az Uffizi utcájának elején elhelyezték I. Cosimo de' Medici Giovanni da Bologna által megformázott szobrát.
Még ugyanebben az évben Buontalenti tervei szerint az Uffizi első emeletének keleti szárnyában kialakították a Medici-színházat (Teatro mediceo), amelynek nagy újdonsága volt a lejtős nézőtér, ami lehetővé tette, hogy mindenki egyformán jól követhesse a színpadi előadást.
1585-ben elkészült a nyolcszögalakú Tribuna terem, amelyben a Medici-gyűjtemény legbecsesebb muzeális darabjai nyertek elhelyezést. A Tribuna szinte érintetlen maradt 1773-ig, a Medici-dinasztia kihalása (1743) után 30 évvel azonban egy, majd többszörös nagy átrendezés alkalmával teljesen lerombolták. 1971-es helyreállítása óta ismét ez az Uffizi ékessége.
Nemcsak múzeum volt tehát az Uffizi, hanem a színház révén a társasági élet színtere is. A múzeum és a színház gyarapításáról és karban tartásáról 1587-től a Medici-család soron következő nagyhercege, I. Ferdinánd gondoskodott. Ő vásárolta meg még Rómában tartózkodása idején a Szemérmes Venust (Venus pucida), amely hamarosan Medici-Venus néven lett közismert. Szintén az ő szerzeménye a Niobé szoborcsoport. E szobrok a Mediciek római villájában, majd a firenzei Pitti-palotában voltak, s innen kerültek a múzeumba.
Népes mesterekből (aranyművesek, metszetkészítők, festők, üvegesek, asztalosok) álló csapat látta el az Uffiziben folyamatosan jelentkező feladatokat, számukra külön helyet biztosított az uralkodó az Uffizi földszintjén, sőt 1588-ban már felügyelőt nevezett ki a sokrétű feladatot ellátó mesterek fölé Emilio de’ Cavalieri római nemes személyében, voltaképpen benne tisztelhetjük az Uffizi első igazgatóját.
Ferdinánd nagyherceg uralkodása alatt volt feladat bőven, a Tribuna terem melletti helyiségekben a Medici-család féltve őrzött fegyvergyűjteményét, valamint ritka és egzotikus műtárgyait (bronz-, kristály-, elefántcsont-műtárgyak, bútorok, természettudományi anyag) kellett elhelyezni. Továbbá a múzeumhoz csatolták a Bálványok termét (más néven Bronzok termét), amelyben néhány képen kívül az antik és a modern bronztárgyak nyertek elhelyezést. Kialakították a Hermaphroditos-termet, amelyben a tudományok műszerei kaptak helyet, a csillagászattól a hidraulikáig.
1589-ben Ferdinánd esküvőjének tiszteletére a Fegyvertárat freskókkal díszítették, és összeállították az Uffizi első leltárjegyzékét.
1593–98-ban a Tribuna előtti helyiségbe egy új igazgyöngyberakásos írószekrénykét készíttetett a nagyherceg, s hozzá nemeskőalapú féldomborművet.

### Az Uffizi a 17. században
1609-ben II. Cosimo de’ Medici, I. Ferdinánd fia örökölte a hercegi trónt. Rögtön gyarapította a múzeumot, az atyja által gondosan összegyűjtött, Keletről származó könyveket és keleti írásjegyű nyomdát állíttatott fel az Uffizi loggiájához tartozó termek egyikében.
II. Cosimo a mantovai hercegtől ajándékba kapta Correggio: A gyermek Jézus imádása c. képét, amely az Uffizi festménygyűjteményét gyarapította.
1631-ben II. Ferdinánd toszkánai nagyherceg, (II. Cosimo utódja) a Rovere–dinasztia kihalása miatt, öröklés útján, egy gazdag műgyűjtemény birtokába jutott, amely az Uffizi festménygyűjteményét gyarapította értékes alkotásokkal. Ezek közt található például Tiziano Urbinói Venusa, Francesco Maria della Rovere és Eleonora Gonzaga della Rovere portréi, Raffaello Önarcképe és II. Gyula pápa arcképe.
1655–56-ban P. Fitton, a Cromwell-féle üldöztetések elől Angliából Firenzébe menekült katolikus szerzetes elkészítette az Uffiziben kiállított antik műalkotások és ékszerek katalógusát.
Toszkána dicsőségét és városainak szépségét hirdetik azok a freskók, amelyek az Uffizi nyugati és déli loggiáinak mennyezetét díszítik. A freskók II. Ferdinánd parancsára és Leopoldo de’ Medici bíboros irányításával készültek el. A bíboros könyvtárosa, Del Maestro is segített a munkálatok felügyeletében, a munkálatok majd' másfél évtizedet vettek igénybe (1658–1672).
1662-ben az Uffizi szobrászati anyagának gondozásával megbízták Antonio Novelli szobrászt, ez volt az első múzeumi munkakör az Uffiziben.
1670-ben a Via Lambertesca felőli kapu előcsarnokának felújítását tervezték, a 18. század század végéig ez volt az Uffizi legfrekventáltabb bejárat.
1675-ben meghalt a bíboros, értékes műgyűjteményét unokaöccsére, III. Cosimo nagyhercegre, II. Ferdinánd utódjára hagyta. A gyűjteményben rajzok, önarcképek, kámeák, vésett drágakövek, miniatúrák, fegyverek és a velencei reneszánsz iskolából származó festmények voltak, ezekkel folyamatosan gyarapodott az Uffizi, 1700-ban a rajzgyűjtemény, később a hagyaték többi része is átkerült a múzeumba.
1678-ban az Uffizi Arno-folyó felőli szárnyának tartószerkezete meggyengült a vízmosás hatása alatt, ezt elkerülendő az épületszárny árkádja előtt kis teret alakítottak ki.
1681-ben a nagy mennyiségű önarckép-gyűjtemény számára létesítettek egy kiállítótermet, de az is hamarosan kicsinek bizonyult, s egy következő termet is igénybe kellett venni.
1699-ben II. Ferdinánd fia, III. Cosimo nagyherceg, a nagy uralkodó megvásárolta a múzeum számára Parmigianino Hosszú nyakú Madonna c. festményét.

### Az Uffizi a 18. században
1704-ben a Pitti-palotából, a legenda szerint a Mediciek öltözőszobájából, Leonardo da Vinci Királyok imádása c. képe átkerült a múzeumba. 1713-ban elhunyt Ferdinánd, a nagy uralkodó, teljes műgyűjteménye az Uffizibe került. 1717-ben Anna Maria Luisa de’ Medici, János Vilmos pfalzi választófejedelem özvegye hazatért Firenzébe, értékes képzőművészeti gyűjteményt hozott magával, köztük flamand festők (például Adriaen van der Werff) alkotásait, amelyeket mindjárt kiállított az Uffiziben.
1723-ban trónra lépett Gian Gastone, a Medici-dinasztia utolsó nagyhercege, az ő életében nem játszott szerepet elődeinek nemes művészetpártolása, kormányzása (1723–1737) idején az Uffizi értékes beszerzései inkább a munkatársaknak köszönhetők.
1737-ben a kicsapongó életű Gian Gastonéval kihalt a Medici-család és a toszkán nagyhercegi méltóság, akinek utódául – két évvel korábban – Franciaország és Ausztria Lotaringiai Ferenc Istvánt, Mária Terézia főhercegnő férjét jelölte ki. Az Uffizi Galéria történetében is nagyon fontos ez a dátum, szerződésbe foglalták, hogy az Uffizi gyűjteményeivel Firenze városa rendelkezik a köz javára, a városból elvinni a gyűjtemények egyetlen darabját sem szabad. Gyakorlatilag a nagyhercegség fővárosára, Firenzére szállt a Medici-család gyűjteménye.
1743-ban levéltárat létesítettek a San Pietro Scheraggio templom épületében, mivel annak egyházi funkciója megszűnt, ez jó az Uffizi-múzeumnak is, nem kell levéltárba való anyagokkal terhelni a képzőművészeti gyűjteményt.
1759-ben az Uffizi-múzeum őre megjelentetett egy tanulmányt, Beszámoló a Medici császári Képtárban őrzött antik műkincsekről és ritkaságokról címmel.
1762-ben az Uffizi nyugati szárnyában tűzvész pusztított, az egykorú leírás szerint kevésbé jelentős festmények és szobrok semmisültek meg.
1765-ben Pietro Leopoldo nagyherceg lépett a trónra. Létrehozta az Uffizi igazgatói tisztét, az igazgatói teendőkkel Giuseppe Querci kanonokot bízta meg. Az igazgató egyenesen a pénzügyminiszternek tartozott beszámolni. Querci kanonok igen lelkiismeretes munkát végzett, a Medici-rezidenciákban lappangó műkincseket összeszedte, s bevitte a múzeumba.
Pietro Leopoldo nagyherceg még egy fontos rendeletet adott ki a múzeumi gyűjtemény érdekében: elrendelte, hogy a nagyhercegség területén a különféle középületekben található toszkán remekműveket szállítsák az Uffizi Galériába. E rendelet nyomán került a múzeumba pl. Fra Angelico A vászonkereskedők c. műve.
Pietro Leopoldo vásárlással is gyarapította a múzeum gyűjteményét, megvette Antonio Pazzi apát mennyiségileg is jelentős arcképgyűjteményét, majd a volterrai Galluzi család régészeti gyűjteményét, amely etruszk és római leleltekből áll, ezt kiegészítette más értékes etruszk műtárgyakkal, pl. a montepulcianói Ricciardo Bucelli-gyűjteményből.
1773-ban elhunyt Giuseppe kanonok, a múzeum igazgatója, helyébe Pietro Leopoldo nagyhercegtől Raimondo Cocchi kapott megbízást, s egyben azt a feladatot, hogy szisztematikusan rendezze át a múzeum anyagát. Ez a munka a múzeum teljes belső átrendezését vonta maga után. Cocchi múzeumigazgató az Uffizi Galéria gyűjtőkörétől idegen gyűjteményeket, köztük a fegyverek és porcelánok gyűjteményét elszállíttatta a múzeumból.
1775-ben elhunyt a múzeum igazgatója, de a múzeum belső átrendezése még nem volt kész. Az új igazgató, Giuseppe Pelli Fabbroni folytatta a múzeum belső átalakítását Luigi Lanzi apáttal, aki jeles filológus és művészettörténész volt, tőle származik az Uffizi Galéria leírása a pisai Giornale de’ Letterati c. lapban.
1779-ben Giuseppe Pelli, a múzeum igazgatója megjelentette az egyes gyűjtemények (gemmák, rajzok, festmények, medaillonok) katalógusát, s tanulmányát az Uffizi Képtár történetéről.
1780-ban Pietro Leopoldo nagyherceg (1791-től II. Lipót császár) megépítette a Niobé-termet, amelyben elhelyezte a Niobé-szoborcsoportot.
1791-ben III. Ferdinánd került a toszkán nagyhercegi trónra. Uralkodása alatt tovább gyarapodott a képtár, a firenzei Tacolo Canacci márki gyűjteményéből néhány Tintoretto, Palma Vecchio és Guido Reni alkotást vásárolt, továbbá engedélyezte, hogy a Pitti-palotából további értékes műtárgyakat szállítsanak át az Uffizibe. Előnyös cseréket bonyolított le az Uffizi és a bécsi császári gyűjtemények közt. Itáliai (Tiziano: Flóra; Palma Vecchio: Mária a gyermekekkel, Szent Józseffel, Keresztelő Szent Jánossal és Mária Magdolnával; Paolo Veronese: Eszter és Ahasverus) és németalföldi (Van Dyck: Bűn allegóriája; Van Cleve: Férfiképmás festők műveit hozatta az Uffizibe.
1793-ban III. Ferdinánd új igazgatót, Tommaso Puccini apátot bízta meg az Uffizi vezetésével. Az új igazgató jeles cselekedete a francia terem létrehozása, ahol Claude Lorrian Tengeri kikötő c. képét is kiállította.
1795-ben Puccini múzeumigazgató azt javasolta, hogy minden kép mellett kis táblácskán tüntessék fel az alkotó nevét. III. Ferdinánd örömmel üdvözölte az igazgató javaslatát, s reménykedett abban, hogy az itáliaiak jobban megismerik majd a külföldi művészek nevét és alkotásait is, az elit mellett egyre szélesebb közönség felé nyitott az Uffizi Képtár.
Az Accademiából az Uffizibe került Andrea del Sarto Szent Jakab és két fiúcska című alkotása és sokat vásároltak a velencei reneszánsz festők (Giambellino, Giorgione, Tiziano, Tintoretto, Veronese, Moroni) alkotásaiból.
1796-ban az Uffizibe került Sandro Botticelli Királyok imádása c. festménye a Poggio Imperiale villából. A 18. század vége felé Simone Martini Angyali üdvözlet c. festményével gyarapodott még az állomány.
1799-ben megindult Bonaparte Napóleon itáliai hadjárata, s elkezdődött az itáliai műkincsek kálváriája. Puccini múzeumigazgató próbálta menteni, ami menthető. Ezzel zárult a század és ezzel folytatódott még a következő is mintegy másfél évtizeden keresztül.

### Az Uffizi a 19. században
Bonaparte tábornok itáliai hadjárata (1799–1814) nyomán rengeteg műkincs került a Louvre-ba, főleg az itáliai kolostorok felszámolása révén. Az Uffizi gyűjteményeit alig érintette az itáliai műkincsek rekvirálása, mert igazgatója, Tommaso Puccini bátor és megvesztegethetetlen volt.
Óvatosságból Firenzéből jóval délebbre, Palermóba menekített sok féltett műkincseket, köztük a Medici-Venust, Paolo Veronese Kánai menyegző című óriási méretű kompozícióját. Sajnos ez az óvintézkedés balszerencsének bizonyult, mert a nápolyi király Napóleon kívánságára gondolkodás nélkül átadta neki az Uffizi féltett kincseit, amelyek aztán a Louvre-ba kerültek.
Denon, a Louvre igazgatója jeles itáliai festők műveit rekvirálta Firenzéből, köztük Fra Angelico, Sandro Botticelli, Andrea del Castagno és Filippo Lippi alkotásait.
Az 1810-es évek közepén, Napóleon bukása után az Uffizi új igazgatóját, Giovanni d’Alesandri szenátort küldték Párizsba tárgyalni a műkincsek visszaszerzése céljából. Kétségtelen, hogy a francia kormány vonakodott visszaadni a műkincseket, s azt a párizsi nép is ellenezte, de végül eredményesen zárult a tárgyalás. Itália a legtöbb műkincset visszakapta, köztük a Medici-Venust, amelyről időközben másolat is készült Canova által. A másolatot később a Pitti-palotában helyezték el.
A tűzvész, majd a háború felhívta a figyelmet a múzeumi műtárgyak pontos számbavételének fontosságára, a teljes anyag katalogizálása 1818-tól újra elkezdődött, 1819-ben már kiadtak egy katalógust a múzeum gyűjteményeiről, 1825-ben pedig egy külön kötetet, amely az Uffizi festményeit írja le.
Napóleon egyiptomi hadjárata nyomán egész Európában fellendült az egyiptomi műkincsek iránti kereslet. A toszkán nagyherceg is számos egyiptomi műtárgyat vásárolt az egyiptomi osztrák követtől, s ezzel az Uffizi-gyűjteménynek egy teljesen új szekcióját nyitotta meg.
1828-tól Ramirez de Montalvo irányította az Uffizit, igazgatósága idején főleg a hatalmas rajzgyűjtemény rendezésével és katalogizálásával foglalkozott.
1829-ben az egyiptomi gyűjtemény a nagyherceg egyiptomi útja révén tovább gyarapodott, de ugyanebben az időben új otthont is kapott, az egyházi célra már nem használatos Santa Caterina-templom épületét. Később a Cennacolo di Folignóban helyezték el, jelenleg a Museo Archeologicóban tekinthető meg.
A Medici-színház működése időközben megszűnt, így annak helyisége más funkciót kapott, 1839-től a büntetőtörvényszék tárgyalóterme, majd 1848-tól a Képviselői Kamara helyisége lett.
1842-ben vásárlás útján Giottino Levétel a keresztről c. festményével gyarapodott a múzeum állománya.
1849-től Montalvót Luca Bourbon del Monte követte az Uffizi igazgatói munkakörében.
1852-től az Uffizi néhány helyiségébe telepítették be az Állami Levéltárat.
1853-ban Del Monte elrendelte a királyi rezidenciák raktáraiban őrzött festmények felülvizsgálatát, ezáltal sok értéket mentett meg.
1857-ben a múzeumigazgató kérésére a nagyherceg megvásárolta Domenico Ghirlandaio Trónoló Madonna angyalokkal című képét a calzai kolostortól.
1858-ban Ingres Önarckép c. alkotásával gyarapodott az Uffizi.
1859–60-ban a Toszkánai Nagyhercegséget a Szárd–Piemonti Királysághoz csatolták, majd beolvasztották 1861-ben az új Olasz Királyságba. Ebben az időszakban az Uffizi igazgatójának erőfeszítései ellenére sem irányult kellő figyelem a művészetekre.
A nehéz körülmények közepette is létrehozták a múzeumban a Kámeák termét, az elköltözött egyiptomi gyűjtemény helyiségeinek egyikében. Sajnos nagyon hamar kirabolták e termet, 1860. december 18-án mintegy 353 múzeumi tárgyat vittek el, gyűrűket, drágaköveket, ékköveket, kámeákat. Később sikerült ezekből valamennyit visszaszerezni, de rongált és csonka állapotban kerültek elő.
A rablás nyomán új igazgatót neveztek ki ideiglenes jelleggel, Michelangelo Miglianiri személyében. Kilenc műértőből álló kormányzati bizottságot rendeltek alá, amelynek legfőbb feladata a műtárgyak felügyelete, karbantartása, restaurálása és gyarapítása volt.
Miglianiri rövid ideig tartó igazgatói megbízatása alatt is jelentősen hozzájárult az Uffizi szakosodásához. A középkori és reneszánsz medaillonokat átadta az újonnan alakult Museo Nazionale dei Bargellónak.
1860–62-ben értékes oltárképekkel gyarapodott az Uffizi állománya, ezek: Giovanni da Milano poliptichonja az Orginissanti-templomból, továbbá Domenico Veneziano Mária a gyermekkel és szentekkel c. a Santa Lucia de’ Magnoli-templomból.
Michelangelo Miglianiri igazgatói székét Fernoni, majd 1864-től Aurelio Gotti töltötte be. Gotti eléggé kaotikus állapotokat örökölt, a gyűjtemények profilja kevert, sokszor csak azért került egy új szerzemény valamely gyűjteményhez, hogy jobban látható legyen. A szobrokból is nagyon sok volt, jelentékeny mértékű zsúfoltság jelentkezett a kiállítási területeken. Gotti a középkori és az újkori szobrokat a Museo del Bargellóba küldte, csak a görög és római szobrokat hagyta meg az Uffiziben.
1864-ben érdekes kezdeményezés kiindulópontja volt az Uffizi, mely felkérte a híres festőket, hogy fessék meg önarcképüket, s azzal gyarapítsák a múzeum meglévő önarcképgyűjteményét. Óriási siker koronázta e kezdeményezést, talán máig is az Uffizi rendelkezik a leghíresebb önarcképgyűjteménnyel.
Ugyancsak 1864-ben Gotti beszerzi az Uffizi számára Lorenzo Monaco Mária megkoronázása c. oltárképet a San Pietro a Cerreto-templomtól.
1865-ben átmenetileg Firenze lett az új Olasz Királyság központja. A Szenátus az egykori Medici-színházban kapott helyet.
1866-ban megnyitották a közönség számára az Uffizitől a Pitti-palotáig vezető Vasari folyosót, egy múzeumot csináltak a kettőből, ahogyan ezt Gotti hangoztatta az Uffiziről írt könyvében. A Vasari folyosó falaira nagy mennyiségű képet, metszetet, falikárpitot állítottak ki, szám szerint 1716 múzeumi tárgyat.
Ugyancsak 1866-ban az Uffizi nyugati szárnyához kapcsolták a régi Pénzverde épületét, amelyben 1917-ig postahivatal működött, majd a múzeum fotográfiai műhelye és exportirodája kapott benne helyet.
1866–67-ben feloszlatták az egyházi testületeket, ennek révén sok értékes kép került az Uffizi birtokába, legnevezetesebb Leonardo da Vinci Angyali üdvözlet c. festménye a monteolivetói kolostorból, s Bachiacca Levétel a keresztről c. képe a Santa Maria Maddalena de’ Pazzi kolostorból.
1867-ben áthelyezték az etruszk múzeumi tárgyakat az Egyiptomi Múzeumba, majd az 1871-ben megalapított Etruszk Múzeum lett a gyűjtemény végleges helye. Mintegy körvonalazódik a folyamatos szakosodás, az Uffizi tisztán képgalériává válása.
1879-ben bekerült a múzeumba Gentile da Fabriano poliptichonjának négy táblája.
1890-ben Uffizi belső terének kialakításában is változás történt, a volt Medici színházat újra használatba vehette a múzeum, de a hely hiánya miatt több kis termet hoztak létre belőle.
A 19–20. század fordulójához közeledve egyre több a beszerzés, a szakosodás, a leltározás, s ami a legfontosabb, folyamatosan egyre szélesebb közönség felé nyit az Uffizi. A Vasari-folyosó fent leírt, 1866-os megnyitása a legékesebb bizonyíték erre.

### Az Uffizi a 20–21. században
Az Uffizi 20. századi történetében főleg a festményekkel való gyarapodások híreit, katalógusok kiadásait olvashatjuk. A 20. század két világháborúja közül az első világháború nem okozott károkat, annál inkább megviselte a gyűjteményt a második világháború.
Az 1900-as években vásárolta meg a múzeum a Guido Reninek tulajdonított Domonkos rendi szent c. képet, majd Francesco Guardi Diadalív a tengerparton és Tájkép csatornával c. képeit, továbbá Jacopo Bellini Mária a gyermekkel c. festményét. Megvásárolták a Santa Maria Nouva-kórház gyűjteményét, köztük Van der Goes Portinari-oltárképét.
Szakosodás révén a firenzei Accademiából áthozták Simone dei Crocifissi Jézus születése c. alkotását, majd Ambrogio Lorenzetti Jézus bemutatása a templomban c. képét, ugyancsak a szakosodás révén kapta meg a múzeum a Pitti-palotából Rembrandt Önarcképét. Adományozás útján hozzájutottak Caravaggio Ábrahám áldozata c. képéhez.
1916–17-ben az Uffizi Galéria munkatársai saját raktárukban rábukkantak Caravaggio Fiatal Bachus c. képére.
Az első világháború után tovább folytatódott a szakosodás, aminek révén újra gyarapodott az Uffizi, kivált az Accademiából kerül át számos kép, köztük Pietro Lorenzetti Szent Humilitas-oltárképe, Gentile da Fabriano Királyok imádása c.; a Szent Anna harmadmagával c. mű, a közös Masaccio és Massolino alkotás; Fra Filippo Lippi Mária megkoronázása, Verocchio Jézus megkeresztelkedése, Botticelli San Barbara-templom oltárképe, s Pietro Perugino Pieta c. alkotása. A Pitti-palotából újabb arcképek kerültek át az Uffizibe.
1926-ban a múzeum igazgatója katalógust adott ki a gyűjteményről a katalógus tükrözi az Uffizi átrendezését. Giovanni Poggi vezetése (1911–1926) alatt a múzeum keleti szárnyába kerültek a reneszánsz firenzei és itáliai iskoláinak képei, a nyugati szárnyba pedig a velencei iskola és a barokk gyűjtemény, a külföldi festők (főként németalföldi és francia festők) anyagai, s az önarcképgyűjtemény.
1930-ban adomány által gyarapodott a múzeum, Mattia Preti: Egy megszállott meggyógyítása c. festménnyel.
1932-ben az Uffizi földszintjén nyert elhelyezést a Közgazdasági és Mezőgazdasági Tudományos Akadémia.
A második világháború közeledtével Firenze vezetése arra az elhatározásra jutott, hogy a múzeumokat ki kell üríteni. Az Uffizi gyűjteményeit régi Medici-rezidenciákba, vidéki kastélyokba és Firenze környéki magánvillákba megbízható családokhoz szállították. Eleinte ez jó megoldásnak tűnt, de kiderült a háború során, hogy a magányosan meghúzódó vidéki kastélyok jó állomáshelyeket biztosítottak a sietve észak felé menekülő katonák nagyszámú és fegyelmezetlen csoportjainak, számos műtárgyat elhurcoltak vagy megrongáltak. A háború után Filippo Rossi, az Uffizi igazgatója fáradtságot nem ismerő munkájának volt köszönhető, hogy a műtárgyak majdnem mind előkerültek.
A z 1940-es évek végén és az 1950-es években helyreállítási munkák, új beszerzések és nagy átrendezések folytak az Uffiziben.
1947-ben a múzeum a fiesolai Museo Bandiniből megkapta Ambrogio Lorenzi triptichonjának két tábláját, később 1959-ben adomány útján hozzájutottak a harmadik táblához, ezzel teljessé vált a Szent Proculus oltár.
1948-ban átszervezések útján került a múzeumba Nardo di Cione Keresztrefeszítés és Bernardo Daddi Mária a gyermekkel c. festménye.
1951-ben vásárlás útján gyarapodott a múzeum állománya Chardin Gyermek kártyavárral és Leányka labdaütővel c. festményeivel, továbbá Pietro Longi Gyónás c. alkotásával.
Közvetlenül a 2. világháború után végrehajtottak egy gyors átrendezést, ehhez képest 1952-ben egy egészen drasztikus átrendezést eszközöltek. A 20. század elejétől 1952-ig mintegy 2395 db múzeumi tárgy volt kiállítva és 799 db történelmi arckép meg 601 db önarckép, mindezt 1952-ben lecsökkentették 447-re. Az arckép- és az önarcképgyűjteményt majd 1970-es évek elején, a Vasari-folyosó újjáépítésekor részben újra kiállították.
A kiállított múzeumi tárgyak nagy lecsökkentésének hátterében az Uffizi épületében működő Állami Levéltár helyigénye húzódott meg, az Állami Levéltár nemcsak a földszintet és még két szomszédos állami épületet (a volt Bibliotheca Magliabechiana és a Veliti-ház) foglalt el, hanem már az első emelet nagyobbik felét is.
1957-ben Luisa Becherucci vette át a múzeum vezetését, nem nyugodott bele a kialakult helyzetbe, elkészítette a nagy Uffizi tervet (Grandi Uffizi) azzal a céllal, hogy az egész épület a képek és az antik szobrok gyűjteményeinek kiállító helye legyen, tervbe vette az Állami Levéltár kiköltöztetését és az Uffizi felújítását.
1963-ban, a nagy tervezgetések közepette sem feledkezett meg az igazgató a képállományról, két New Yorkba került képet szerzett vissza, Antonio del Pollaiuolo Herkules harca a hidrával és Herkules és Anteus harca c. festményeit.
1964–65-ben Luisa Becherucci elgondolásait siker koronázta, az olasz művelődési tárca is jóváhagyta a nagy Uffizi tervet, Nello Bemporad építész megbízást kapott arra, hogy az igazgatóval együttműködve kidolgozza az átalakítással kapcsolatos teendőket. Elsőként a 4. számú, Bountalenti-lépcsőt állíttatták helyre az épület nyugati szárnyának vége felé, amely a Lambertescára nyílik. Nemcsak belső átalakításokat végeztek, termek, átjárok egybenyitása, hanem az épületet körülvevő környezetet is felújíttatták. Tágasabb, bejárhatóbb, körüljárhatóbb lett a múzeum, alkalmassá vált nagyobb forgalom lebonyolítására, turisták fogadására.
Az Uffizi épületének földszintjén nagyobb helyet kapott a restauráló műhely, továbbá több helyet kaptak a nagyobb forgalmat lebonyolítani képes éttermek, várótermek, pénztárak. Az Uffizi közelében fekvő látnivalókat is megcsinosították, ennek keretében került sor régi ház lebontására (Veliti-ház) és a San Pietro-templom rekonstrukciójára. Az 1960-as évek második felében a San Pietro-templomban állították ki azokat a freskókat, amelyeket a múzeumban már nem nem tudtak elhelyezni.
Igen különös körülmény, hogy az Uffizi Galéria vezetőjének bizonyítani kellett tételesen, pénzösszegben kifejezve, hogy az Uffizi Galéria épülete és a benne levő műkincsek mennyit érnek. Azért volt ez szükséges, hogy a fejlesztésekhez, átalakításokhoz nyugodt szívvel járuljon hozzá anyagilag a kulturális tárca. Elmondható, hogy 1960-as évek közepén felbecsült nemzeti vagyon már pár év múltán sokkal többet ért volna a műkincsek piacán.
Az Uffiziben 1965-ben kiállított múzeumi műtárgyak közül a festmények akkori értéke majdnem 500 millió amerikai dollár, az önarcképekkel, miniatúrákkal, rajzokkal, metszetekkel, szobrokkal, falikárpitokkal együtt 600 millió dollár, az Uffizi épületének akkori értéke 6,86 milliárd olasz líra (mai értéken kb. 350 millió euró) volt.
Az 1966. november 4-i firenzei árvíz alatt a földszinti restauráló műhely szenvedett súlyos károkat, az éppen restaurálás alatt levő festmények (Diego Velázquez, Simon Vouet, John Everett Millais önarcképei) is megsérültek, de szerencsére nem helyrehozhatatlanul. Többszöri költöztetés után a restauráló műhely a Fortezza de Brassóban Umberto Baldini igazgatása alatt vált nagy és professzionális intézménnyé.
Az építkezések során előkerülő román kori és Római Birodalom korabeli leletek tovább gyarapították az Uffizi illetve Firenze régészeti múzeumának gyűjteményeit.
1969-ben az Uffizi igazgatója, Luziano Berti egy szociológiai felmérés segítségével próbálta megállapítani az Uffizi gyűjteményének tetszési indexét, s arra a következtetésre jutott, hogy az 1960-as évek közönsége jóval műveltebb (volt), mint a bármely régebbi időszak közönsége, ezen felbuzdulva az 1970-es években didaktikai részleget hoztak létre a múzeumban abból a célból, hogy a fiataloknak is mind szélesebb rétegeit vonják be a műértésbe.
Sor került a Tribuna terem régi fényének helyreállítására is. A Tribuna falai és függönyei ismét vörösek lettek, megnövelték benne a kiállított képek számát, s ismét a terem közepére került a nemes kövekkel kirakott nyolcszögletű asztal, 1971-ben kiállítást rendeztek a terem történetéről. Ma is az Uffizi egyik büszkesége a Tribuna terem, benne lelt „öröklakásra” a Medici-Venus.
1973-ban megnyílt a felújított Vasari-folyosó, falain 700 kép elhelyezésére nyílt lehetőség, fel is rakták az önarcképgyűjteményt, a híres emberek képmásait és válogatást a 17–18. századi itáliai festők műveiből, s szobrokat.
A 20. század utolsó harmada és az ezredforduló nagy fellendülést hozott a múzeumnak, csodájára járt az egész világ. Igazi múzeumi palota az Uffizi, eszmei értéke felbecsülhetetlen, az emberiség kultúrájának egyik gyöngyszeme, új és új nemzedékek mindig csak tanulhatnak és csodálkozhatnak benne. A palotának pontosan hány szobája van, azt nem lehet tudni, kicsit egybenyitják az egyes szobákat, aztán elválasztják, hogy jobban érvényesüljön a kiállított anyag. A negyvenet is meghaladja a kifejezetten képzőművészeti termek száma, az alábbiakban részletezzük. 

### A gyűjtemények és a kiszolgáló helyiségek az 1970-es évektől
|  |  |  |  | - 1. Antik szobrok - 2. Tizenhetedik századi toszkán festmények - 3. XIV. századi sienai festmények - 4. XIV. századi firenzei festmények - 5–6. Lorenzi Monaco. Gentile da Fabriano és Jacobo Bellini - 7–9. XV. századi firenzei festmények - 10–11. Botticelli és Filippo Lippi - 12. Flamand festmények - 13–14. XV. század végi firenzei festmények és Van der Goes - 15–17. XV. század végi umbriai festmények és Leonardo - 18. Tribuna terem. Klasszikus szobrok, Pontormo és Bronzino - 19. Perugino, Costa és Francia - 20. Mantegna, Cranach és Dürer - 21. XV–XVI. századi velencei festmények - 22. XVI. századi német festmények - 23. Leonardo követői és flamandok | - 24. Miniatúrák - 25. Raffaello és követői, Michelangelo - 26–27. XVI. századi itáliai festmények - 28. XVI. századi velencei festmények - 29–31. Emíliai festmények - 32. XVI. századi velencei festmények - 33. XVI. század végi itáliai festmények - 34–40. XVI. század végi velencei festmények - 41. Rubens és Van Dyck - 42. XVIII. századi itáliai és francia festmények - 43–44. Raktárak - 45. Kávézó - 46. Vasari-folyosó: XVII-XVIII. századi itáliai festmények és önarcképgyűjtemény |

## Galéria

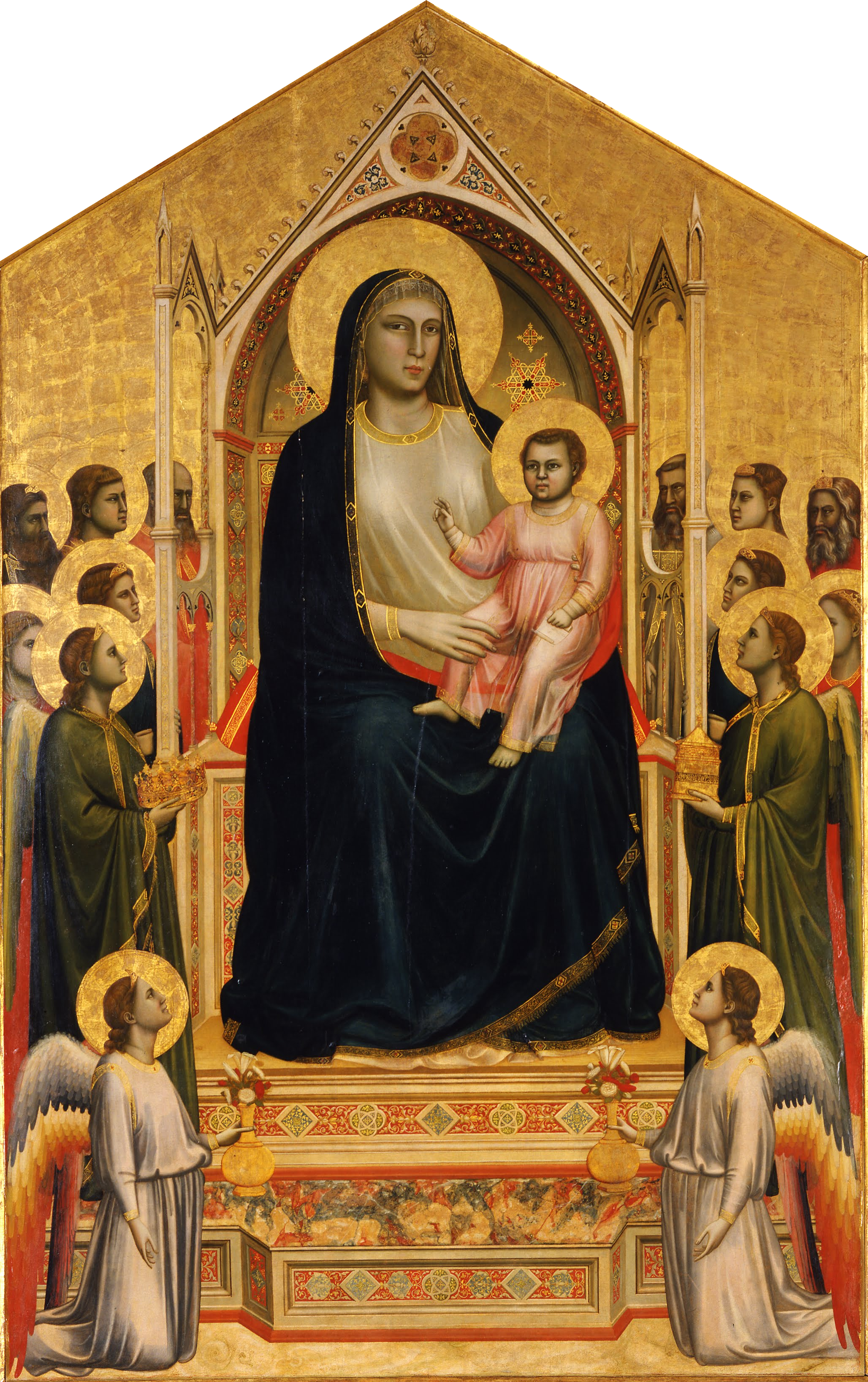
Giotto di Bondone Ognissanti Madonna (1310 körül)
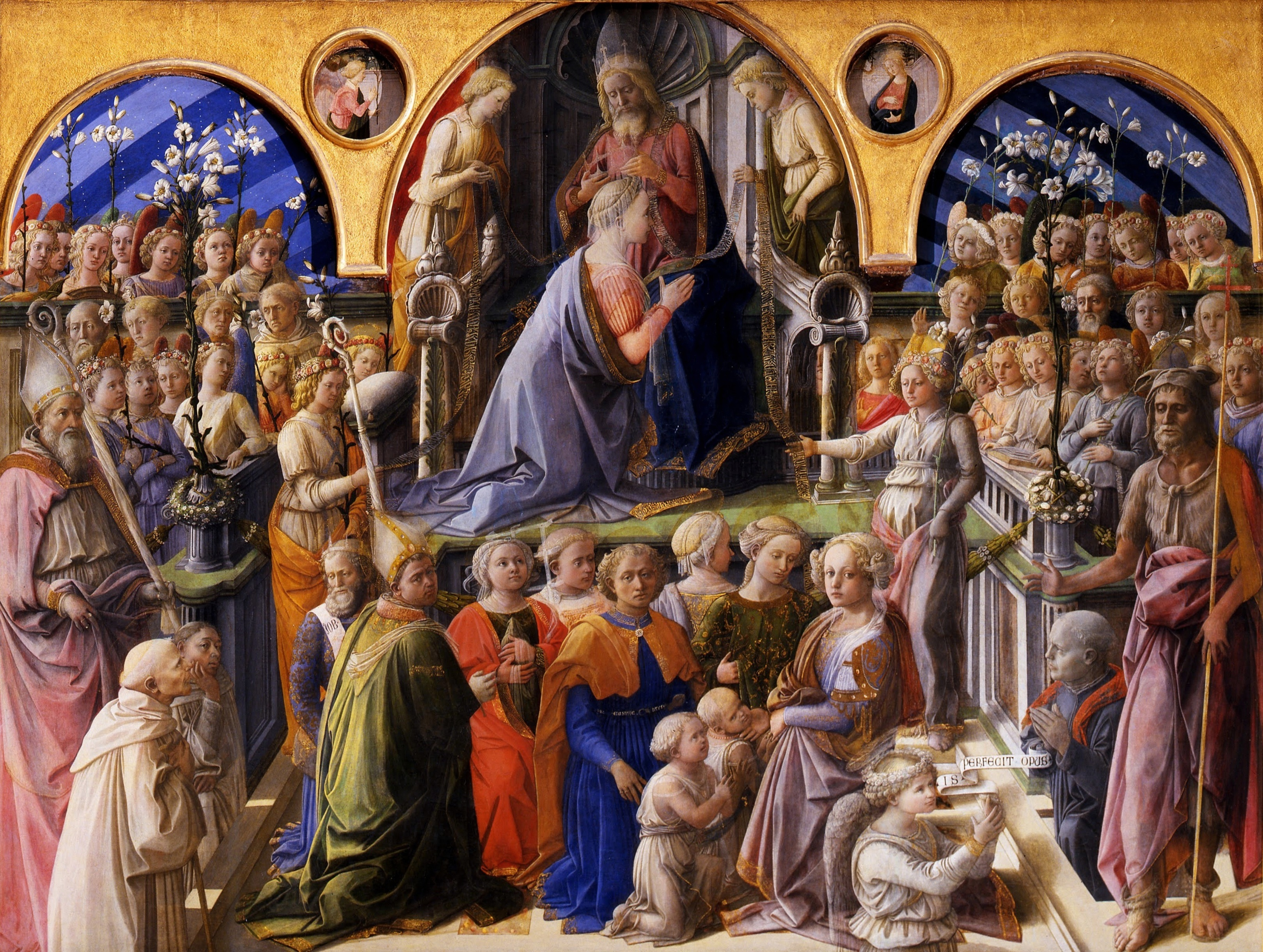
Fra Filippo Lippi: Mária koronázása angyalokkal és szentekkel (1450 körül)
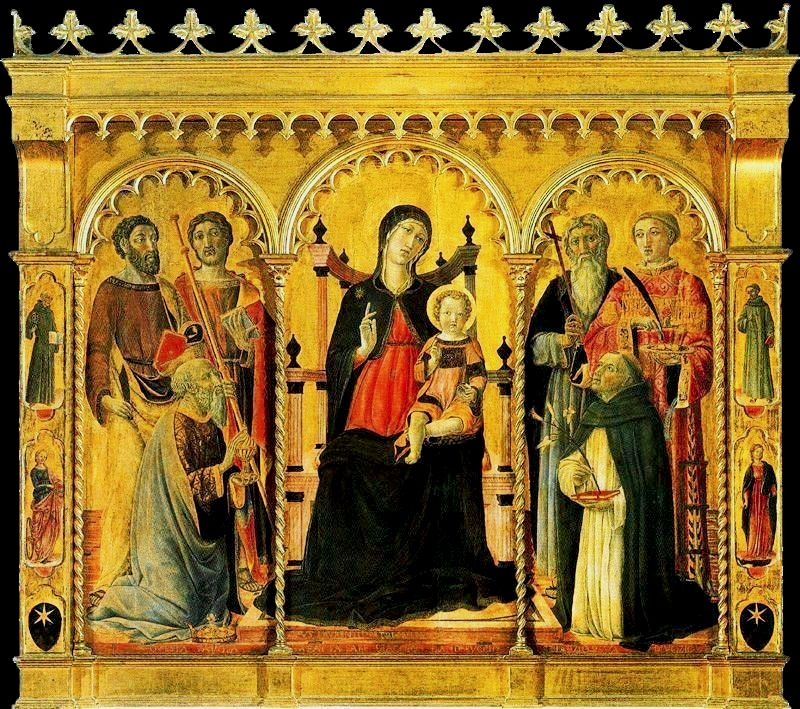
Vecchietta: Madonna a gyermekkel és szentekkel (1457, Contini-Bonacossi-gyűjtemény)
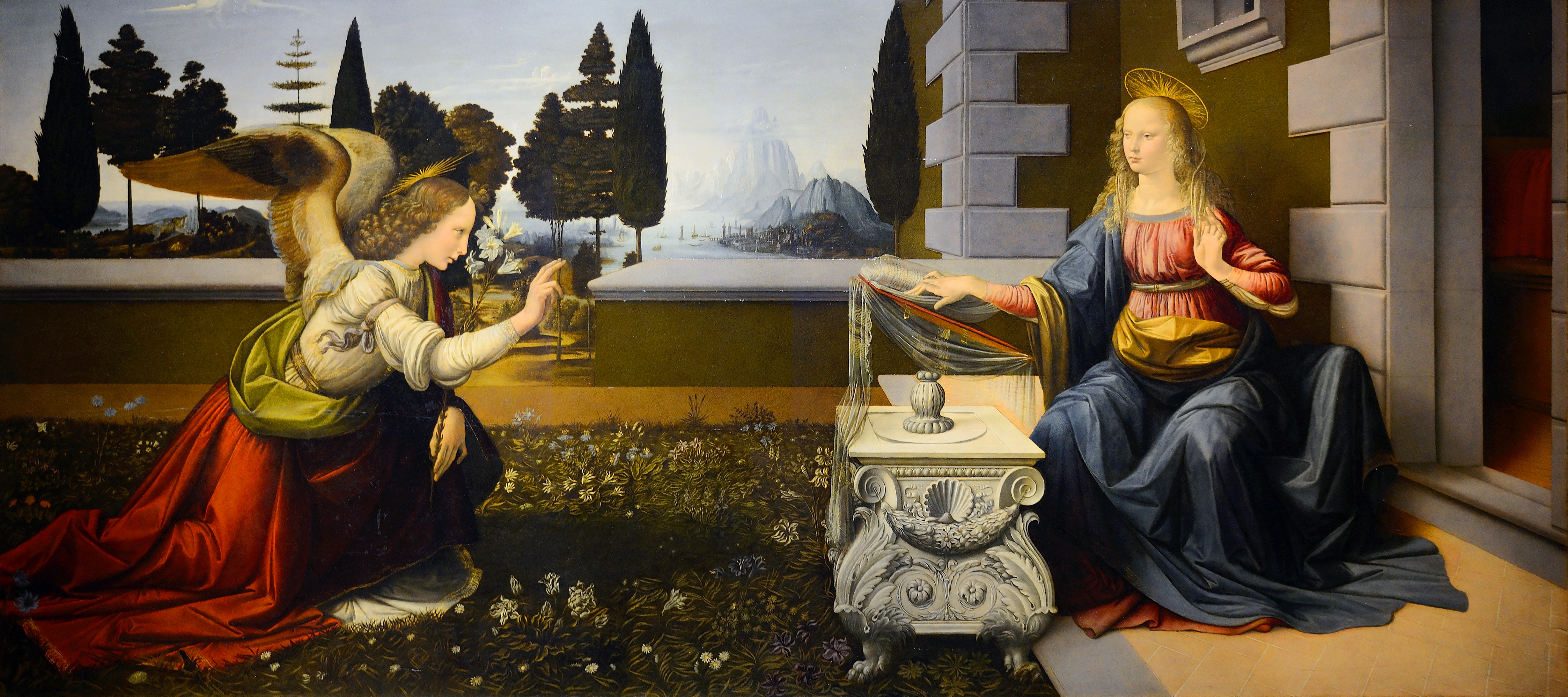
Leonardo da Vinci: Angyali üdvözlet (1473–75)
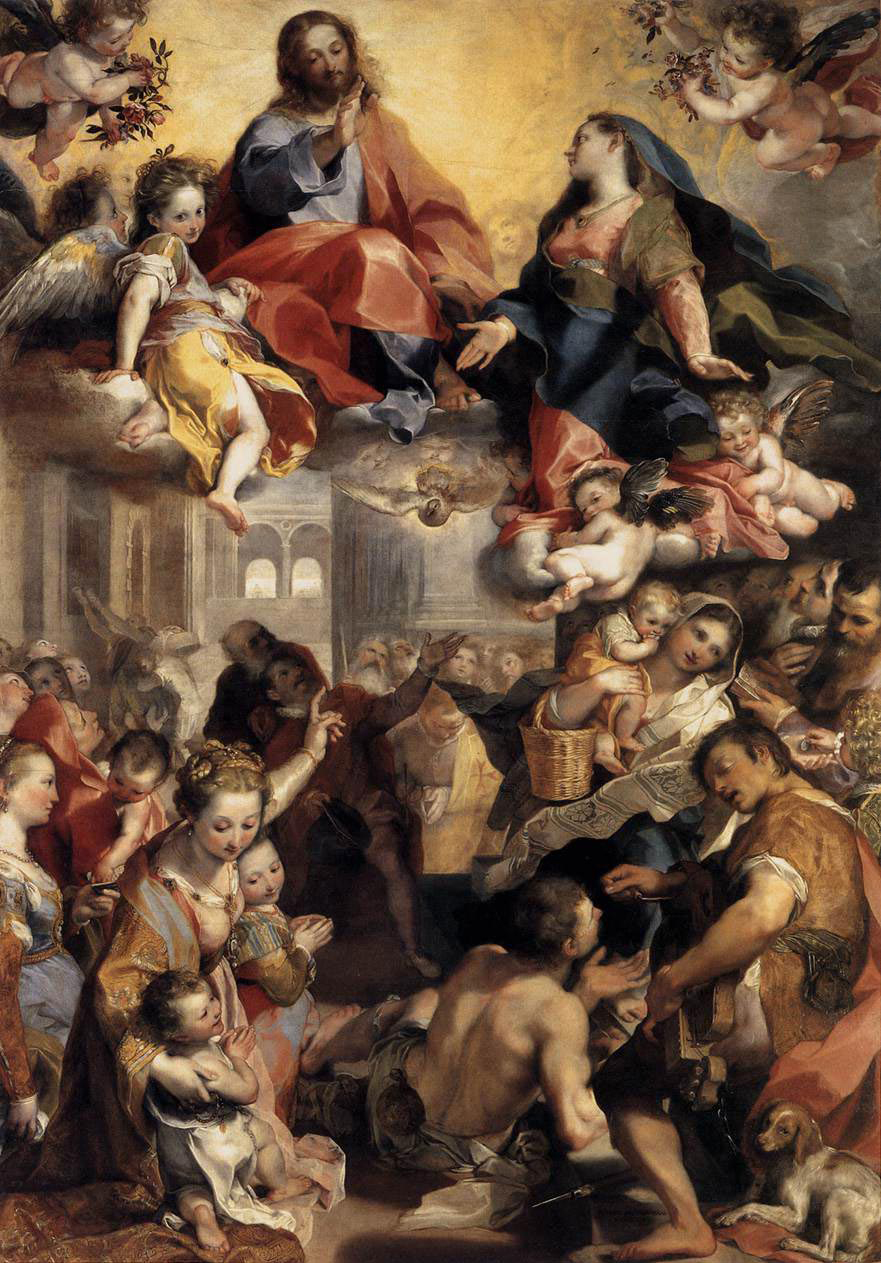
Federico Barocci Madonna del Popolo (1575–1579)
Sandro Botticelli: Vénusz születése (tempera, vászon, 1485 körül)
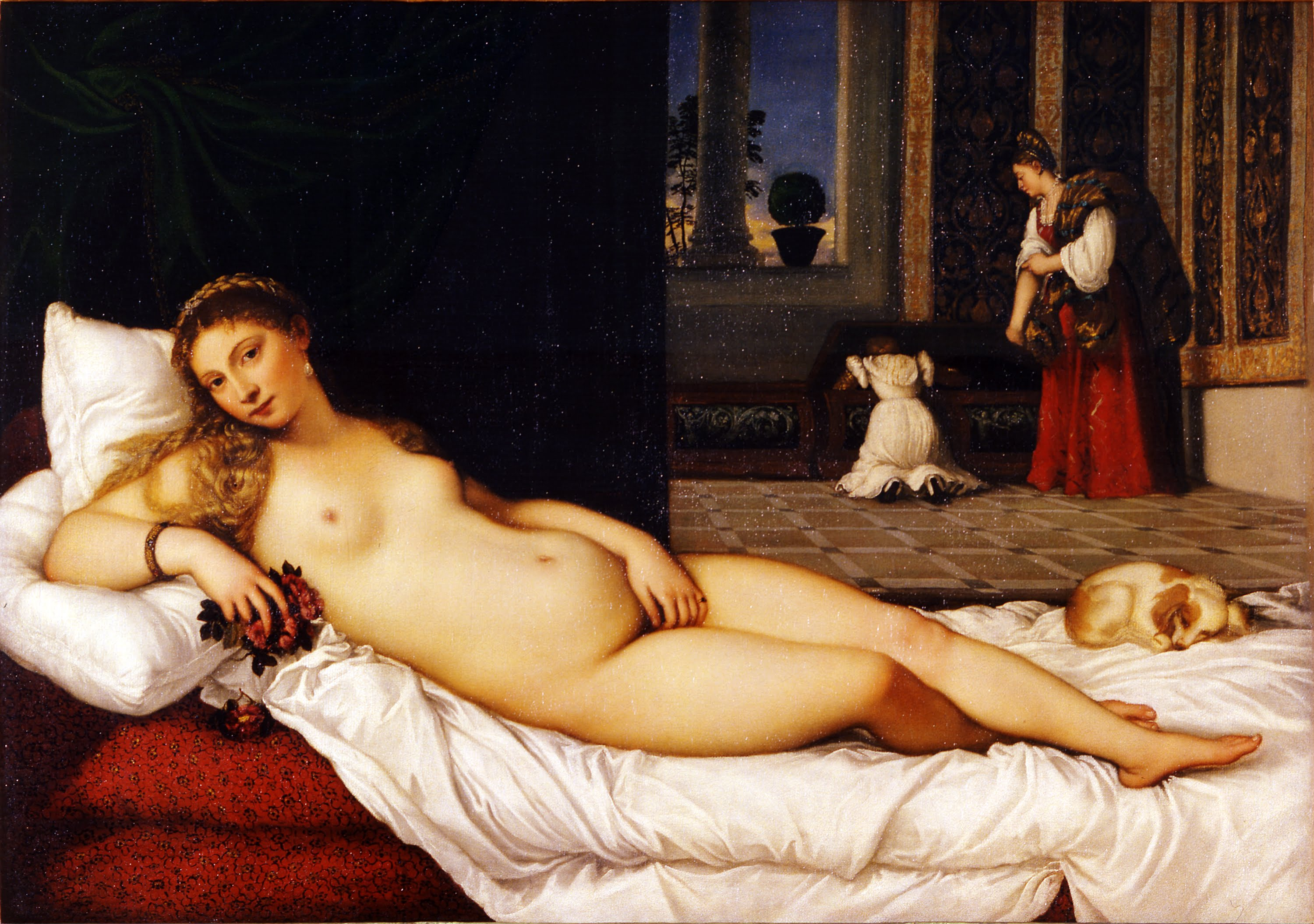
Tiziano: Urbinói Venus (olaj, vászon, 1538)
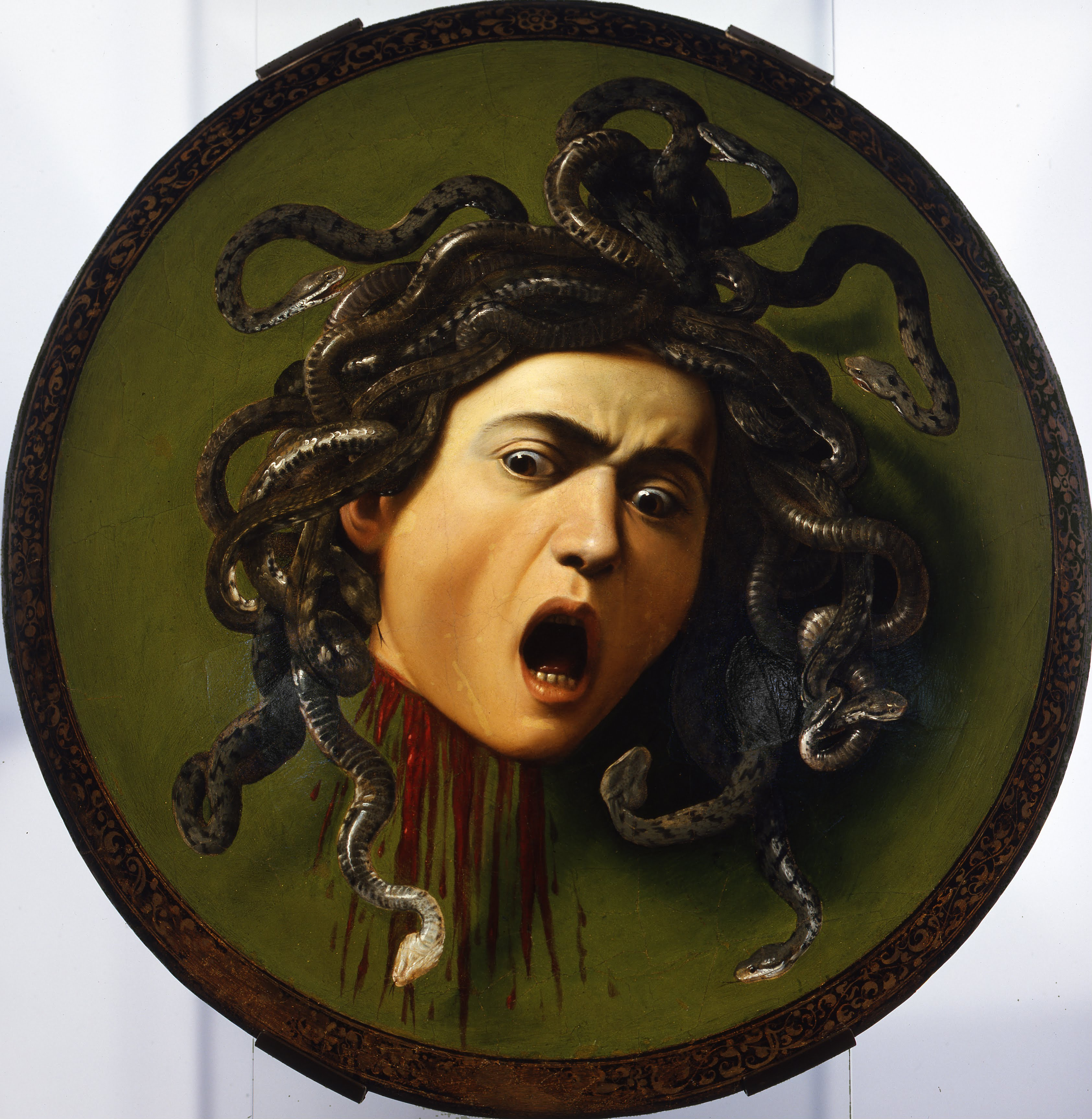
Caravaggio: Medúza (1597-1598)
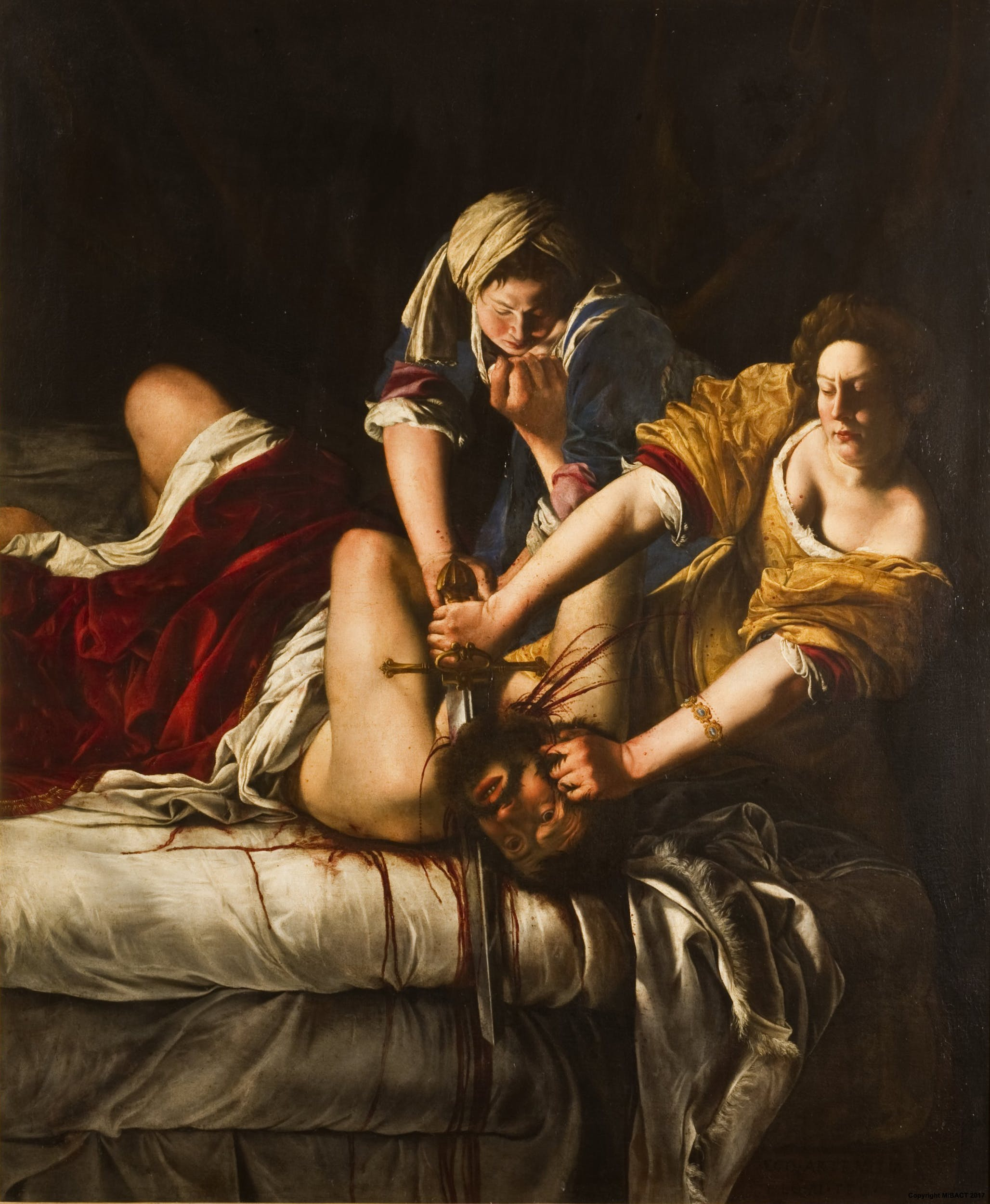
Artemisia Gentileschi: Judit lefejezi Holofernészt (1614-1620)